# Nuttallia wrightii
Nuttallia wrightii là một loài thực vật có hoa trong họ Loasaceae. Loài này được (A. Gray) Greene mô tả khoa học đầu tiên năm 1906.